# إيتا جونز
إيتا جونز (بالإنجليزية: Etta Jones)‏ هي مغنية وعازفة الجاز أمريكية، ولدت في 25 نوفمبر 1928 في أيكن في الولايات المتحدة، وتوفيت في 16 أكتوبر 2001 في ماونت فيرنون في الولايات المتحدة بسبب سرطان.

## وصلات خارجية
- إيتا جونز على موقع ميوزك برينز (الإنجليزية)
- إيتا جونز على موقع أول ميوزيك (الإنجليزية)
- إيتا جونز على موقع ديسكوغز (الإنجليزية)